# The Sims 2: Nightlife
The Sims 2: Nightlife druga je po redu ekspanzija namijenjena strateškoj/simulacijskoj računalnoj igri The Sims 2. U prodaju je puštena 13. studenog, 2005. (SAD i Kanada) i 16. studenog, 2005. (Europa, Australija, Novi Zeland). Za Mac OS X u prodaju je puštena 27. ožujka, 2006. ekspanzija se usredotočuje na novo ekspanzijsko susjedstvo (Downtown), koje ima raznorazne nove pogodnosti, kao što su karaoke klubovi, restorani, plesne dvorane, kuglane, kao i kabina za fotografiranje, a sama ekspanzija uključuje i novi sistem spojeva, što igraču omogućuje da istraži dublje u veze svojih Simsa.

## Opis
Igra podsjeća na ekspanziju namijenjenu prvotnoj igri The Sims imena The Sims: Hot Date, koja se usredotočila na nove međusobne interakcije Simsa, kao i na nova mjesta na koje Simsi mogu otići, poput plesnih klubova i romantičnih restorana. Ekspanzija Nightlife na isti način upotpunjuje igru The Sims 2.
Nove dopune koje dolaze s ovom ekspanzijom jesu osobni inventari Simsa, nove socijalne interakcije (primjerice "Dip Kiss", "Gaze") i preko 125 novih predmeta. NPC Simsi s kojima igračev Sim ode na spoj sada mogu ostaviti poklone ili pisma mržnje ispred Simovih vrata, ovisno o uspjehu pojedinog spoja. Neki od novih NPC Simsa jesu DJ-i, Ciganska ljubavna posrednica i vampiri.
Nightlife ekspanzija istovremeno dodaje i dvije nove aspiracije. Aspiracija užitku može se dati Simu na isti način kao i prethodnih pet aspiracija. Simsi s ovom aspiracijom teže, kao što je to i očito, užitku na sve moguće načine te se boje sramoćenja bilo kakve vrste. Nightlife ekspanzija uvodi i novu nagradu, ReNuYu SensoOrb, predmet koji Simsima omogućuje da promijene svoju aspiraciju u bilo koje vrijeme. Doduše, i ova nagrada može imati svoje negativne strane, kao i uostalom sve nagrade u igri. Ako se to dogodi, Sims koji je upotrijebi u to vrijeme dobit će aspiraciju prepečenom siru, i sve će normalne želje potisnuti ogromna želja jedenja prepečenog sira.
Simsi u ovoj ekspanziji mogu imati i vlastite automobile. Postoji više dostupnih modela i boja automobila. Kao dodatak, igrač može izgraditi prilaze (što je obaveza za sve Simse, ili igrače, koji na svome zemljištu žele smjestiti automobil), kao i garaže.
Igrači sada mogu praviti bazene u novijem obliku.
Pregled unutar zemljišta proširen je u Nightlife ekspanziji te je sada moguće gledati susjedna zemljišta iz svog dvorišta, što prije nije bilo moguće. Igrači mogu napustiti jedno dvorište kako bi posjetili neko drugo, bez vraćanja u pregled susjedstva. Ipak, nemoguće je da Sims samoga sebe pozove u drugo dvorište.

## Novi načini igranja igre
Kao što je i slučaj s prethodnim ekspanzijama, tako i The Sims 2: Nightlife donosi novitete što se samog načina igre tiče. Ona ne donosi samo nove predmete, već i novi fokus igre, a to je zabava. Novi načini jesu:

### Gnjev
The Sims 2: Nightlife uvodi novu koncepciju, a to je gnjev. Ograničenog trajanja, ovaj koncept obično utječe na to koje su interakcije između određenih Simsa prihvatljive. Najčešće dolazi kada jedan od supružnika uhvati ovog drugog kako ga vara. Ako neki drugi Sim postane gnjevan na igračeva Sima, igračev će Sim postati meta vandalizma, kao što je, primjerice, krađa novina ili šutiranje i prevrtanje kanta za smeće. Ovo se može razriješiti ponovnim prijateljstvom između ta dva Simsa.

### Kontakti
Kontakti jesu prijatelji Simovih prijatelja koje Sim može nazvati kako bi s njima ostvario neku vrstu veze. Ovi kontakti dolaze s prethodno definiranim bodovima, što čini građenje veze lakšim, no ipak, ovi su bodovi dostupni na ograničeno vrijeme.

### Vampiri
The Sims 2: Nightlife uvodi NPC vampire i dopušta igračevom Simu da i sam postane vampir. Prijateljevanjem s "Veličanstvenim vampirima" (koji su poznati i kao "Count" i "Countessa") koji vrijeme provode u centru grada tijekom noći, igrač može natjerati vampire da ugrizu njihovog Sima. Nakon što Sim postane vampir, dobiva karakteristične očnjake, crvene oči i blijedu kožu. Vampiri umiru ako su dulje vrijeme izloženi Sunčevoj svjetlosti (ostaju u lijesovima tijekom dana). Dobrobit koju Sim dobiva postajući vampir jest da se njegove Potrebe (Needs) ne snižavaju tijekom noći. Zbog toga, vampiri se mogu zabavljati cijelu noć u središtu grada, ujutro se vratiti kući i odspavati, a zatim se probuditi u 7 navečer, upotpuniti svoje Potrebe i pripremiti se za ponovnu zabavu. Još jedna prednost vampira jest da, nakon ugriza, postaju besmrtni, i zbog toga, vječno ostaju u onom životnom stadiju u kojem su bili kada ih je vampir ugrizao i nikada ne ostare. Vampiri isto tako mogu imati poslove, kao i svi normalni Simsi, iako je održavanje samog posla otežano. Ako je njihov lijes u garaži, mogu se probuditi iz sna, ući u auto, otići na posao ili meditirati prije posla te se na taj način teleportirati odmah pokraj auta, ili, možda najjednostavnije, izgraditi garažu i spojiti je s kućom.
Ako Simu dosadi život vampira, može nazvati Cigansku ljubavnu posrednicu i kupiti napitak koji ih mijenja u njihovo normalno stanje, dopuštajući im da ponovo žive normalnim životom, bez straha od Sunca.
Vampiri nemaju svoj odraz u ogledalima, iako će se pojaviti u fotografijama.

### Privlačnost/Odbojnost
Svaki adolescent, odrasli i ostarjeli Sim ima određene stvari koje ga privlače ili odbijaju. Privlačnosti i Odbojnosti napravljene su kako bi olakšale (ili otežale) vezu. Simsi koji se međusobno privlače imat će malene munje pokraj svojih slika u ploči za veze. Simsi na zemljištima zajednice mogu razgledati po prostoriji, i vidjeti ako u njoj ima Sim koji ih privlači.
Popis faktora Privlačnosti i Odbojnosti:
- Kolonjska voda
- Smrad
- Debljina
- Vitka figura
- Naočale
- Boja kose (plava, crvena, smeđa, crna, siva, ili posebna)
- Šešir
- Brada
- Šminka cijelog lica
- Šminka
- Svečana odjeća
- Kupaći kostimi
- Donje rublje
- Vampirizam (prisutan samo ako je Nightlife instaliran)

### Ciganska ljubavna posrednica
Ciganska ljubavna posrednica je ostarjeli Sim koji pomaže Simsima da pronađu svoju srodnu dušu, a dostupna je preko telefona. Nakon što je nazove, igrač joj može platiti između 1 do 5000 Simoleonsa. Što je bolje plaćena, boljeg će Sima naći za igračevog. Najbolji parovi imaju slične faktore Privlačnosti/Odbojnosti. Prodaje i ljubavne napitke i lijek protiv vampirizma.

### Spojevi
Spojevi su fokus ekspanzije The Sims 2: Nightlife, što gradnju veze s drugim Simom čini mnogo lakšom. Kao i u stvarnom životu, spoj počinje pitanjem drugog Sima na spoj. Kada je ponuda prihvaćena, pojavljuje se ploča na ekranu sa satom koji pokazuje koliko je vremena ostalo do kraja spoja, kao i mjerač koji pokazuje koliko je uspješan spoj. Prednost ove ploče jest to da je moguće vidjeti Želje i Strahove drugog Sima, što spoj može lako pretvoriti u san (ili u noćnu moru). Svaka ispunjena Želja (kao što je zajedničko večeranje ili plesanje) produžuje vrijeme spoja.

## Novi NPC Simsi
Nightlife sadrži i nekoliko novih NPC (neigrivih likova) Simsa. NPC Simsi mogu se sresti na zemljištima zajednice, a neki se pojavljuju češće od drugih.

### Gospođa Crumplebottom
Gospođa Crumplebottom je daleki rod liku sličnog imena u The Sims: Hot Date. Gade joj se svi javni oblici iskaza ljubavi te će opomenuti Simse koji ne sreću njene standarde ponašanja, a kaznit će ih udarcem svoje torbice. Sim ju može izazivati zafrkavajući se s njom.

### Diva
Ovog je NPC Sima gotovo nemoguće osvojiti, a najčešće ju se može vidjeti s ogledalom u ruci dok si popravlja frizuru. Iako je spoj s njom težak, Diva je vrijedna utrošenog vremena i energije. Još jedna njena prednost jest da je na najvišoj razini karijere za Lijenčine, tj. Professional Party Guest. Jednako važan je i njen veliki broj prijatelja, što je veoma poželjno kod Simsa kojima je potreban dobar broj prijatelja za napredak u pojedinoj karijeri. Diva ima aspiraciju bogatstva i žudi za novcem i skupocjenim predmetima koji će ispuniti njen dom. Zbog toga, život s Divom zna biti veoma skup.

### Faca
Faca je još jedan izazov za spoj, i jednako ga je teško impresionirati kao i Divu. Kao i Diva, Faca ima veliki krug prijatelja i velik broj Simoleonsa u svome džepu, što ga čini odličnim izborom za "Move In" opciju. Doduše, Faca ima aspiraciju romantici, i zainteresiran je za gotovo svakog ženskog Sima u gradu. Teško ga je pronaći u centru grada, baš kao i Divu, a dijeli svoje ime s poznatim likom iz serije Seks i grad.

### Majmuni
Majmuni (The Slobs) su još jedan NPC dodatak u Nightlife ekspanziji. Nije ih tako teško impresionirati kao Divu i Facu, ali, kao što im i ime implicira, oni majmuni i ljenčine. Posjeduju aspiraciju užitka i lako se prepoznaju po raščupanoj odjeći i odvratnim plinovima koje ispuštaju. Majmuni su potpuna suprotnost Divi i Faci.

### Grof ("Count") i Grofica ("Countessa")
Najmoćniji od svih vampira, ovi NPC Simsi imaju sposobnost da svakog Sima pretvore u vampira. S jednim ugrizom, Grof se može pobrinuti da Sim nikada više ne izađe na danje svijetlo. Vjerojatno najlukaviji od svih NPC Simsa, najteže ga je pronaći. Njegov ženski ekvivalent je Grofica. Vampiri hodaju s jednom rukom ispred svoga lica i teško ih je zaobići. Adolescenti se isto mogu pretvoriti u vampire ako ih ugrizu roditelji.

## Nova glazba
Kao i u University ekspanziji, i Nightlife uključuje glazbu poznatih izvođača. Kako bi se najbolje uklopili u tematiku ekspanzije, odabrani su House i Dance.
Junkie XL i Timo Maas omogućili su sve remixeve od The Sims 2 i Universitiy tematskih pjesama, a razni drugi izvođači snimili su svoje postojeće pjesme na "Simlish" jeziku. Zbog lokalizacije, potpuni popis pjesama nije dostupan na svim jezicima. Doduše, pjesme je moguće izdvojiti iz datoteka igre.

### Popis izvođača/pjesama
- Annie: Heartbeat i Chewing Gum
- Christian Forss: Hubny Harb (That's How It Goes)
- Andy & Lucas: Madre i Mi Barrio
- Victoria: Cry
- Jeanette: Run With Me
- The Faders: Jump i What It Takes
- Timo Maas: Sims 2 Theme Remix
- Lux Spencers: O blay wobba zoon (All I Want To Do)
- Adam Freeland: Busy
- Musikk ft. John Rock: Summer Lovin'
- Junkie XL: Sims 2 Uni Theme Remix
- Cansei de Ser Sexy: Gabloodip neep (Computer Heat)

## Vanjske poveznice
- The Sims službene web stranice  Arhivirana inačica izvorne stranice od 3. lipnja 2002. (Wayback Machine)
- The Sims 2 službene web stranice  Arhivirana inačica izvorne stranice od 14. siječnja 2013. (Wayback Machine)